# Ivan Isakov
Ivan Stepanovič Isakov (rusko Иван Степанович Исаков), sovjetski mornariški častnik. * 22. avgust 1894, Hadjikend, † 11. oktober 1967, Moskva. 
Bil je en izmed treh admiralov flote Sovjetske zveze, tj. najvišji čin Sovjetske vojne mornarice. Imel je ključno vlogo pri oblikovanju Sovjetske vojne mornarice, zlasti Baltske in Črnomorske flote med drugo svetovno vojno.

## Življenjepis
Ivan Isakov je bil rojen kot Hovhannes Ter-Isahakjan v armenski družini v vasi Hadjikend v oblasti Kars v Ruskem imperiju (zdaj Kars vilayet v Turčiji). Po ruski revoluciji si je rusificiral ime. Družina se je preselila v Tiflis, kjer je študiral matematiko in inženiring na lokalni realki, kjer je diplomiral leta 1913.
Leta 1917 se je Isakov vpisal v Mornariško gardistično šolo v Petrogradu in diplomiral marca istega leta. Kratko se je  udeležil bojev z Nemci na otokih Zahodnoestonskega arhipelaga. Po oktobrski revoluciji je Isakov nadaljeval s služenjem na Baltski floti kot torpedni častnik in služil na ladjah Izjaslav, Riga, Kobčik in Koršun. Leta 1918 se je udeležil več bojev z Nemci. 
Isakov je leta 1919 obiskoval tečaje za iskanje in polaganje morskih min in nato služil na Kaspijski flotilji, Baltski floti in po letu 1920 Črnomorski floti.
Leta 1920 je bil nameščen na rušilec Dejatelni, ki je patruljiral na Volgi in pozneje v ruski državljanski vojni obstreljeval položaje zavezniških posredovalnih sil. Ker se je med boji izkazal, je leta 1921 postal poveljnik baterije topov na rušilcu Izjaslav. Med letoma 1922 in 1927 je služil kot štabni operativec ali član namestnika poveljnika štaba na Črnomorski floti. Leta 1932 je Isakov postal profesor na Sovjetski mornariški vojaški akademiji, kjer je poučeval pet let, dokler ni leta 1937 postal poveljnik Baltske flote. Zatem je med letoma 1938 in 1939 vodil Mornariško akademijo. Med zimsko vojno se je Isakov vrnil v oborožene sile in usklajeval gibanje ne le vojnih ladij na Baltskem morju, temveč tudi kopenskih sil med vojno s Finsko. Med letoma 1941 in 1943 je bil Isakov poveljnik glavnega štaba vojne mornarice. Odgovoren je bil za uspešno mornariško izkrcanje na Kerškem polotoku leta 1942. 4. oktobra 1942 je bil ranjen v nemškem bombardiranju Tuapseja, zato so mu morali amputirati nogo, tako da je preostanek vojne preživel v vojni bolnišnici. Kljub vsemu je Isakov nadaljeval s služenjem kot poveljnik štaba Sovjetske vojne mornarice. Po vojni je na praznovanju politbiroja 24. maja 1945 Josif Stalin prehodil vso pot do njegove oddaljene mize, da bi nazdravil s kozarci na njegov trud. Med letoma 1946 in 1947 je bil poveljnik štaba vojne mornarice, med letoma 1947 in 1950 pa je bil namestnik vrhovnega poveljnika vojne mornarice. Med letoma 1950 in 1956 je bil namestnik ministra za vojno mornarico. 
3. marca 1955 je bil povišan v admirala flote Sovjetske zveze, kar sta bila samo še dva druga častnika. Kljub temu je našel čas za akademsko delo. Ko je postal profesor leta 1932, je precej raziskoval mornariško taktiko in strategijo. Leta 1937 je prejel doktorat znanosti za doktorsko disertacijo na temo usmerjanja nemških sil med bitko za Čingdao leta 1914. Leta 1947 je postal urednik Atlasa morja, za katerega je leta 1950 prejel Stalinovo nagrado. 
Bil je tudi urednik Velike sovjetske enciklopedije, leta 1958 pa je postal dopisni član Akademije znanosti ZSSR. 7. maja 1965 je z dekretom Vrhovnega sovjeta Sovjetske zveze »za svoje sposobno vodenje enot, pogum, hrabrost in junaštvo v boju proti nacističnim okupatorjem in v obeležitev 20-letnice zmage v Veliki domovinski vojni« prejel naziv heroj Sovjetske zveze.
Stalin je o njem dejal: »Resničen admiral flote, tovariš Isakov. Pameten, brez nog, vendar z močno glavo«.
Po njem je bila poimenovana križarka razreda Berkut A in fregata Admiral Isakov razreda Admiral Gorškov v gradnji za Rusko vojno mornarico.